# Alkyoniderna

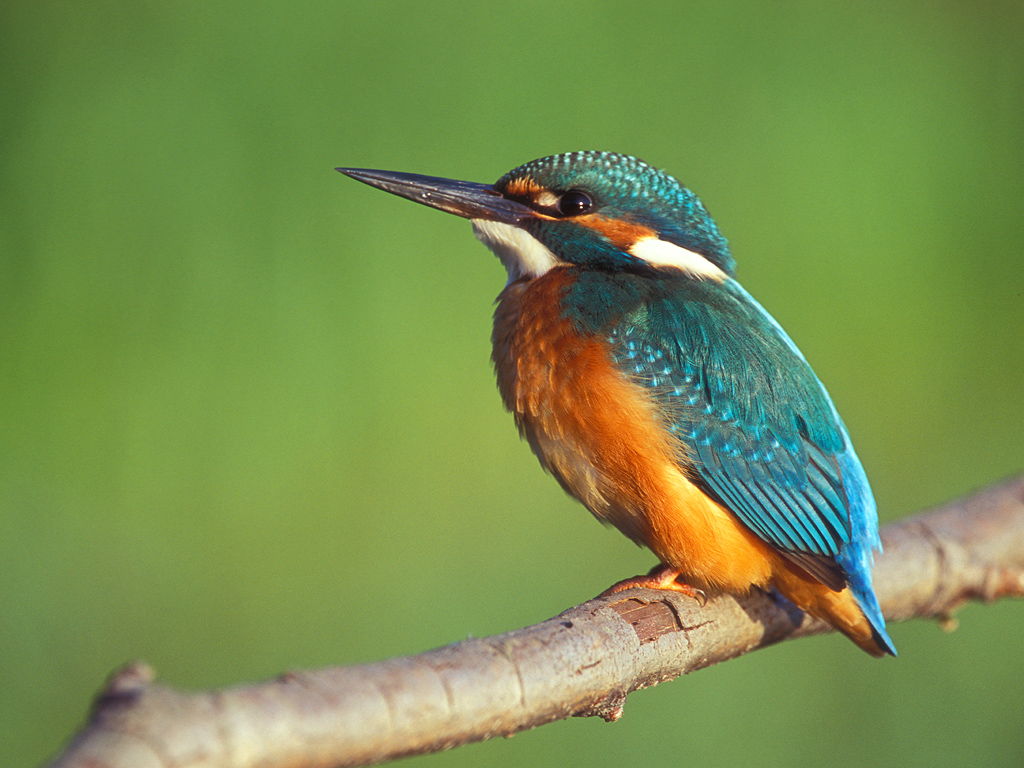
Alkyoniderna förvandlades till kungsfiskare.

Alkyoniderna (grekiska: Αλκυονίδες) var sju nymfer i grekisk mytologi, som alla var döttrar till jätten Alkyoneus. De sju hette Phosthonia, Anthe (Anthê), Methone, Alkippa, Pallene, Drimo och Asterie (Asteriê).
När deras far blev dödad av Herakles, sörjde de så mycket att de kastade sig i havet. Amfitrite kände medlidande med dem och förvandlade dem till kungsfiskare.

## Astronomi
Alkyoniderna har gett namn åt Saturnus månar Methone, Anthe och Pallene.